# Чеплеевка
Чеплее́вка (бел. Чапляёўка) — деревня в составе Коптевского сельсовета Горецкого района Могилёвской области Республики Беларусь.

## География

### Гидрография
Река Реместлянка.

## Население
- 1999 год — 37 человек
- 2010 год — 15 человек